# Charles Moss Woolf
Pour les articles homonymes, voir Woolf.
C. M. Woolf, de son vrai nom Charles Moss Woolf, est un distributeur de films britannique né le 10 juillet 1879 à Londres (Angleterre) et mort le 31 décembre 1942 également à Londres.

## Biographie
Woolf fait fortune en finançant et en distribuant des films après la Première Guerre mondiale, dont certaines des premières réalisation d'Alfred Hitchcock. En 1935 il démissionne de la Gaumont British Picture Corporation et crée General Film Distributors.
Parmi ses enfants, on trouve John et James Woolf, eux aussi producteurs.

## Filmographie sélective
- 1927 : Les Cheveux d'or (The Lodger: A Story of the London Fog) d'Alfred Hitchcock
- 1927 : The Vortex (en) d'Adrian Brunel
- 1927 : Downhill d'Alfred Hitchcock

## Source de la traduction
- (en) Cet article est partiellement ou en totalité issu de l’article de Wikipédia en anglais intitulé « C. M. Woolf » (voir la liste des auteurs).